# Geoffray Durbant
Geoffray Durbant, né le 19 mai 1992 à Bondy (Seine-Saint-Denis), est un footballeur français, international guadeloupéen, qui joue au poste d'attaquant au FC Sochaux Montbéliard.
Auteur de 19 buts lors de la saison 2021-2022, il est sacré champion de France de National en mai 2022, et nommé dans la catégorie « Meilleur Joueur » aux trophées du National.

## Biographie

### Jeunesse et formation
D'origine guadeloupéenne et vietnamienne, Geoffray Durbant nait à Bondy en Seine-Saint-Denis, et grandit à Bobigny. Son père Jean-Philippe, né en Guadeloupe, vit un certain temps à Capesterre-Belle-Eau, au sud de Basse-Terre, avant de partir sur le continent pour le travail. Étant boxeur, il souhaite voir son fils pratiquer un sport de combat, mais le petit Geoffray préfère les jeux de balle et est donc inscrit par ses parents à quatre ans au club de Villemomble Sports, où il fait toutes ses classes jusqu'en benjamins (U13). Il évolue ensuite à l'AC Bobigny jusqu'à 15 ans, avant de partir deux ans au centre de formation de l'AS Beauvais Oise. Il y joue en 16 ans nationaux. Le club n'ayant pas d'équipe en U19 nationaux, il rejoint le Red Star afin d'évoluer à ce niveau.

### Carrière en club
Il fait ses débuts en équipe première le 19 novembre 2011, lors d'un match de Coupe de France à Tahiti face à l'AS Tefana. Dans un contexte de course au maintien, les dirigeants du Red Star avaient décidé de privilégier le championnat et d'envoyer une délégation de joueurs du pôle élite, principalement composé de membres de l'équipe réserve, qui évolue en DHR (huitième division française), et de U19,. Après un vol de 22 heures et une escale à Los Angeles, Durbant est titulaire en meneur de jeu et la jeune équipe audonienne se qualifie 2 buts à 1, sous les yeux d'Oscar Temaru, président de la Polynésie française,. 

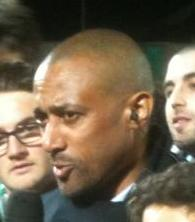
Comme joueur puis entraîneur adjoint, Steve Marlet assiste aux débuts de Durbant au Red Star.

Révélation de la saison 2011-2012 avec l'équipe réserve du Red Star, il y inscrit dix-neuf buts, délivre sept passes décisives, et contribue grandement à l'accession en DSR (septième division française). Son rendement incite son entraîneur Sébastien Robert à repositionner sur le front de l'attaque celui qui évoluait jusqu'alors comme numéro 10. En février 2012, il effectue un essai d'une semaine au Stade brestois 29. En mai 2012, intégré à l'entraînement du groupe professionnel depuis trois semaines, il signe son premier contrat fédéral avec le club audonien, et fait ses débuts en National quelques jours plus tard face à Vannes. Son coéquipier Steve Marlet, qui deviendra l'entraîneur adjoint la saison suivante, ne tarit pas d'éloges sur le nouvel entrant : « Je suis agréablement surpris par sa capacité d'intégration. Il a tout du joueur moderne. Il joue juste et est adroit des deux pieds, de la tête et devant le but. Un pur buteur qui sait se muer en passeur. » 
Barré lors de la saison 2013-2014 par Gaëtan Laborde et Kévin Lefaix, Geoffray Durbant rallie Roye, en CFA, pour gagner du temps de jeu. Auteur d'une saison pleine, il décline la proposition de prolongation royenne et s'engage pour l'AS Vitré en juin 2015, pour une saison. Il explique ce choix par la bonne image du club vitréen, dont les matches sont observés de près par les nombreux clubs professionnels bretons. Peu à l'aise dans l'équipe de Michel Sorin, qui l'utilise comme piston droit dans un schéma en 3-5-2, il rompt son contrat à l'amiable et rebondit à l'UJA Maccabi Paris dès le mois de septembre. En novembre 2015, il est du déplacement en Guadeloupe, terre de ses ancêtres, pour le septième tour de la Coupe de France face à l'Étoile Morne-à-l'Eau. En championnat il permet au club de se maintenir en CFA2, en étant impliqué sur la moitié des buts de son équipe lorsqu'il joue. Les entraîneurs du groupe H de CFA2 l'élisent dans l'équipe-type de la saison, en tant que remplaçant.

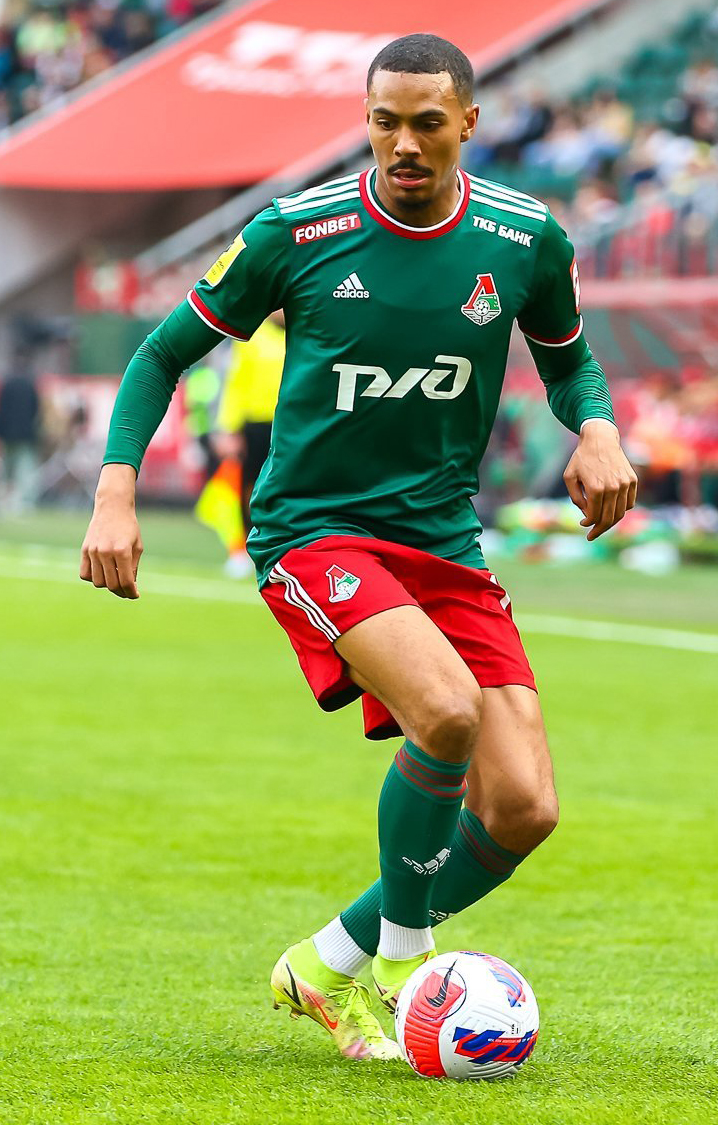
À Borgo, Durbant forme un duo d'attaque explosif avec Wilson Isidor.

Il poursuit en Normandie, toujours en CFA2, d'abord à Oissel puis au FC Dieppe, dont il devient le principal atout offensif, totalisant 10 buts et 7 passes décisives. En 2018 il retrouve l'Île-de-France et le National 2 en signant aux Lusitanos de Saint-Maur. Lors de la saison 2019-2020, prématurément arrêtée du fait de la crise du Covid-19, il termine meilleur buteur de National 2 tous groupes confondus. Grand artisan de la bonne saison sedanaise, il souhaite évoluer dans une division supérieure et bénéficie d'un bon de sortie. Courtisé par plusieurs équipes de National, il opte pour Bastia-Borgo, qui lui offre la garantie d'être numéro 1, et est le seul club prêt à verser une indemnité de transfert à Sedan pour racheter sa dernière année de contrat.
En Corse, il forme un duo d'attaque explosif avec Wilson Isidor. En février 2021, il est nommé pour le Trophée de joueur du mois de National, mais termine deuxième. Repéré par le Stade lavallois, il s'y engage en juin 2021, pour deux saisons plus une en option. Prolifique dès l'entame de la saison avec sept buts en sept titularisations, il est élu meilleur joueur du championnat pour le mois de septembre, et reçoit son trophée des mains d'Éric Stefanini, ancien joueur emblématique du Stade lavallois, auteur de l'un des plus beaux buts de l'histoire du club, en Coupe d'Europe face à l'Austria Vienne. À Laval, il réalise la meilleure saison de sa carrière. Auteur de 19 buts en championnat, il est le meilleur buteur de N1 hors penalties. À la suite d'un vote des entraîneurs et capitaines de N1 il est nommé dans la catégorie « Meilleur Joueur » aux trophées du National 2022, puis sacré champion de France de National le 6 mai 2022. Invités à élire le « Tango de la saison », les supporters lavallois le placent en deuxième position, derrière Julien Maggiotti.

### Parcours en sélection nationale
D'ascendance guadeloupéenne par son père, il est convoqué par Jocelyn Angloma en novembre 2019 à la suite de son bon début de saison avec Sedan (neuf buts en dix matches). Il dispute son premier match international le 17 novembre 2019 face aux Îles Turques-et-Caïques lors de la phase de groupes de la Ligue des nations de la CONCACAF. Titulaire, il inscrit deux buts et offre une passe décisive,.
En mars 2020, il doit participer aux éliminatoires de la Gold Cup 2021, mais la compétition est annulée en raison de la pandémie de Covid-19. Pressenti pour disputer la Gold Cup 2021 aux États-Unis, il n'est pas libéré par le Stade lavallois, qui compte sur lui pour la préparation de sa saison.
En mars 2023, il est de nouveau appelé en sélection pour deux matches de la Ligue des nations de la CONCACAF.

## Style de jeu
Qualifié par la presse de « renard des surfaces doté d'un excellent jeu de tête » à son arrivée à Laval, il confirme sa réputation sur le terrain : sur dix-neuf buts inscrits en championnat en 2021-2022, sept l'ont été de la tête, plus haut total des joueurs de N1.

## Statistiques
| Saison                | Club                  | Championnat           | Championnat | Championnat | Championnat | Coupe(s) nationale(s) | Coupe(s) nationale(s) | Coupe(s) nationale(s) | Guadeloupe | Guadeloupe | Guadeloupe | Total | Total | Total |
| Saison                | Club                  | Division              | M.          | B.          | P.d.        | M.                    | B.                    | P.d.                  | M.         | B.         | P.d.       | M.    | B.    | P.d.  |
| 2011-2012             | Red Star FC           | National              | 2           | 0           | 0           | 1                     | 0                     | 0                     | -          | -          | -          | 3     | 0     | 0     |
| 2012-2013             | Red Star FC           | National              | 20          | 1           | 0           | 2                     | 0                     | 0                     | -          | -          | -          | 22    | 1     | 0     |
| 2013-2014             | Red Star FC           | National              | 9           | 1           | 0           | 1                     | 0                     | 0                     | -          | -          | -          | 10    | 1     | 0     |
| Sous-total            | Sous-total            | Sous-total            | 31          | 2           | 0           | 4                     | 0                     | 0                     | -          | -          | -          | 35    | 2     | 0     |
| 2018-2019             | Lusitanos Saint-Maur  | National 2            | 26          | 13          | 5           | 2                     | 1                     | 0                     | -          | -          | -          | 28    | 14    | 5     |
| 2019-2020             | CS Sedan Ardennes     | National 2            | 21          | 15          | 0           | -                     | -                     | -                     | 1          | 2          | 1          | 22    | 17    | 1     |
| 2020-2021             | FC Bastia-Borgo       | National              | 32          | 10          | 4           | -                     | -                     | -                     | -          | -          | -          | 32    | 10    | 4     |
| 2021-2022             | Stade lavallois       | National              | 33          | 19          | 2           | 4                     | 1                     | 0                     | -          | -          | -          | 37    | 20    | 2     |
| 2022-2023             | Stade lavallois       | Ligue 2               | 33          | 4           | 1           | 1                     | 1                     | 0                     | -          | -          | -          | 34    | 5     | 1     |
| Sous-total            | Sous-total            | Sous-total            | 66          | 23          | 3           | 5                     | 2                     | 0                     | -          | -          | -          | 71    | 25    | 3     |
| Total sur la carrière | Total sur la carrière | Total sur la carrière | 169         | 62          | 12          | 11                    | 3                     | 0                     | 1          | 2          | 1          | 181   | 67    | 13    |

## Palmarès

### En club
- Champion de France de National en 2022 avec le Stade lavallois.
- Vice-champion du groupe D de National 2 en 2019 avec l'US Lusitanos Saint-Maur.

### Distinctions personnelles
- Meilleur buteur de National 2 en 2020
- Nommé dans la catégorie « Meilleur Joueur » aux Trophées du National 2022.
- Élu meilleur joueur du championnat National pour le mois de septembre 2021.

## Vie personnelle
Il est en couple depuis 2018 avec Anne-Cécile Ciofani, internationale française de rugby à sept, médaillée d'argent lors des Jeux olympiques de Tokyo en 2021, et désignée la même année meilleure joueuse du monde de rugby à sept. Leur mariage est célébré le 4 juin 2022.
Son frère cadet Dylan, né en 1997, est également footballeur et joue au poste de gardien de but.